# Николай Вильгельм Нассауский
Николай Вильгельм (нем. Nikolaus Wilhelm zu Nassau; 20 сентября 1832, Бибрих — 17 сентября 1905, Висбаден) — германский аристократ, принц Нассауский. Офицер прусской армии.

## Биография
Принц Николай Вильгельм родился в семье герцога Вильгельма I Нассауского (1792—1839) и его второй супруги Паулины Вюртембергской (1810—1856). Родной брат Софии, королевы Швеции и единокровный — Адольфа Вильгельма Нассауского и Терезии-Вильгельмины, жены принца Петра Ольденбургского.
В 1856 году Николай Вильгельм, как представитель княжества Нассау, приезжал на коронационные празднества по случаю восшествия на престол императора Александра II. На одном из светских раутов он встретился с Натальей Дубельт, дочерью поэта Александра Пушкина. Между ними начался роман. В это время Наталья Александровна была замужем за генерал-майором Михаилом Леонтьевичем Дубельтом (1822—1900) и имела трёх детей. Брак был несчастливым: заядлый карточный игрок, Михаил Дубельт промотал всё состояние, даже приданое жены (28 тысяч серебром); он ревновал жену и даже бил её. Совместная жизнь супругов стала невыносимой, и в 1862 году супруги разъехались. Но лишь в мае 1864 года Наталья Александровна получила свидетельство на право проживания отдельно от мужа без развода. Брак супругов был расторгнут 18 мая 1868 года.
19 августа 1868 года в Женеве Николай Вильгельм обвенчался с Натальей Александровной. Поскольку дочь Пушкина, как морганатическая жена принца, не могла носить фамилию особы королевской крови, зять Николая Вильгельма Нассауского, Георг Виктор, владетельный принц Вальдека и Пирмонта, пожаловал ей 17 июля 1867 года титул графини фон Меренберг.
К браку своего младшего брата принц Адольф относился одобрительно. Даже заняв великогерцогский престол в Люксембурге, он по-прежнему принимал у себя графиню Меренберг и её детей, часто бывал у них.
Семья проживала в Висбадене, в России супруги бывали редко. А. П. Философова писала в письме Ф. М. Достоевскому: «Так странно видеть детище нашего полубога замужем за немцем. Она до сих пор красива… очень обходительна, а муж немец — добряк, чрезвычайно добродушный господин…»
У Николая Вильгельма и Натальи Александровны Меренберг родилось трое детей:
1. София (1868—1927) — морганатическая супруга великого князя Михаила Михайловича;
2. Александра (1869—1950) — супруга (с 1914 года) Массимо д’Элиа;
3. Георг Николай (1871—1948) — супруг (с 1895 года) светлейшей княжны Ольги Александровны Юрьевской (1873—1925).

Николай Вильгельм скончался 17 сентября 1905 года. Похоронен в родовом склепе.